# Father and the Boys
Father and the Boys è un film muto del 1915 diretto da Joseph De Grasse. Tratto dalla commedia di George Ade, prodotto e distribuito dall'Universal Film Manufacturing Company, il film uscì nelle sale il 20 dicembre 1915.
Ḕ il debutto cinematografico a Hollywood dell'attrice australiana Louise Lovely, popolarissima in patria con il nome di Louise Carbasse. Un debutto è anche quello di Digby Bell, attore che era stato protagonista del lavoro teatrale di George Ade sulle scene di Broadway. Nel cast, appare Lon Chaney. Il film si considera perduto.

## Trama
Lemuel Morewood, un ricco agente di cambio, vuole che i suoi due figli, Billy e Tom, mettano la testa a posto, imparino il mestiere e si creino una famiglia sposando due brave ragazze, Emily Donelson e Frances Berkeley. Ma i due ragazzi sono in tutt'altre faccende affacendati: Billy è tutto preso dalla signora Guilford, una dama dell'alta società, mentre Tom non pensa a nient'altro che alla boxe.
Durante un ricevimento, Bessie, una ragazza dell'Ovest, provoca Morewood definendolo vecchio stile quando, dopo aver vinto al gioco con il maggiore Bellamy Didsworth - che cercava di truffare la ragazza - lascia a lei il denaro vinto. La signora Guilford, vedendoli insieme alle corse, ritiene la loro una condotta scandalosa e rompe allora con Billy.
Quando Morewood parte per il Nevada con Bessie, i due figli lo seguono insieme alle fidanzate, convinti che Bessie sia una poco di buono. Scopriranno che il padre ha solo accompagnato la ragazza dal suo fidanzato. Billy e Tom, alla fine, seguiranno i consigli del padre e si concentreranno sul lavoro.

## Produzione
Il film fu prodotto dall'Universal Film Manufacturing Company ("a Broadway Universal Feature").

## Distribuzione
Distribuito dall'Universal Film Manufacturing Company, il film uscì nelle sale cinematografiche statunitensi 20 dicembre 1915. Viene considerato presumibilmente perduto.